# Édouard Baumann
Edouard Baumann est un footballeur français né le 4 mars 1895 dans le 18e arrondissement de Paris, et, mort le 12 avril 1985 à Boulogne-Billancourt.
Il évoluait au poste de défenseur.

## Carrière
- 1919-1923 :  Racing club de France
- 1923-1924 :  CASG Paris

## Palmarès
- Équipe de France : 8 sélections de 1920 à 1924